# Бајша
Бајша (мађ. Bajsa) је насеље у Србији у општини Бачка Топола у Севернобачком округу. Према попису из 2022. било је 1941 становник.
Овде се налазе дворац Зако у Бајши, српска православна црква Светог Димитрија у Бајши, римокатоличка црква у Бајши и ФК Бајша.

## Прошлост
Током 19. века Бајша је посед племићке породице Зако "от Бајше".
Године 1854. завршено је украшавање православне цркве Светог Димитрија. Заслуга за то припада ктиторима - племићкој породици Зако велепоседницима из места. Георгије Зако је добио од цара Орден златног крста са круном, за украшавање храма. Исти орден је добила и његова супруга Марија, рођена Текелија. Георгијев отац Димитрије Зако, који је тај храм саградио, је оставио у аманет сину да га што лепше украси. Храм је успешно живописао иконописац Јован Клајић из Новог Сада.

## Демографија
У насељу Бајша живи 2049 пунолетних становника, а просечна старост становништва износи 41,4 година (39,2 код мушкараца и 43,5 код жена). У насељу има 996 домаћинстава, а просечан број чланова по домаћинству је 2,58.
Ово насеље је углавном насељено Мађарима (према попису из 2002. године), а у последња три пописа, примећен је пад у броју становника.
|  |

| Демографија | Демографија | Демографија |
| Година      | Становника  | Становника  |
| ----------- | ----------- | ----------- |
| 1948.       | 2.987       |             |
| 1953.       | 2.826       |             |
| 1961.       | 2.797       |             |
| 1971.       | 2.990       |             |
| 1981.       | 2.753       |             |
| 1991.       | 2.745       | 2.710       |
| 2002.       | 2.568       | 2.608       |
| 2011.       | 2.297       |             |

| Етнички састав према попису из 2002.‍ | Етнички састав према попису из 2002.‍ | Етнички састав према попису из 2002.‍ | Етнички састав према попису из 2002.‍ | Етнички састав према попису из 2002.‍ |
| ------------------------------------ | ------------------------------------ | ------------------------------------ | ------------------------------------ | ------------------------------------ |
|                                      |                                      |                                      |                                      |                                      |
| Мађари                               | Мађари                               |                                      | 1.671                                | 65,07%                               |
| Срби                                 | Срби                                 |                                      | 413                                  | 16,08%                               |
| Словаци                              | Словаци                              |                                      | 162                                  | 6,30%                                |
| Југословени                          | Југословени                          |                                      | 129                                  | 5,02%                                |
| Роми                                 | Роми                                 |                                      | 13                                   | 0,50%                                |
| Хрвати                               | Хрвати                               |                                      | 12                                   | 0,46%                                |
| Русини                               | Русини                               |                                      | 6                                    | 0,23%                                |
| Црногорци                            | Црногорци                            |                                      | 5                                    | 0,19%                                |
| Немци                                | Немци                                |                                      | 5                                    | 0,19%                                |
| Словенци                             | Словенци                             |                                      | 4                                    | 0,15%                                |
| Буњевци                              | Буњевци                              |                                      | 3                                    | 0,11%                                |
| Украјинци                            | Украјинци                            |                                      | 2                                    | 0,07%                                |
| Македонци                            | Македонци                            |                                      | 2                                    | 0,07%                                |
| Руси                                 | Руси                                 |                                      | 1                                    | 0,03%                                |
| непознато                            | непознато                            |                                      | 3                                    | 0,11%                                |

| Година пописа     | 1948. | 1953. | 1961. | 1971. | 1981. | 1991. | 2002. |
| ----------------- | ----- | ----- | ----- | ----- | ----- | ----- | ----- |
| Број домаћинстава | 1.048 | 1.125 | 1.185 | 1.186 | 1.171 | 1.124 | 996   |

| Број чланова      | 1   | 2   | 3   | 4   | 5  | 6  | 7 | 8 | 9 | 10 и више | Просек |
| ----------------- | --- | --- | --- | --- | -- | -- | - | - | - | --------- | ------ |
| Број домаћинстава | 253 | 291 | 189 | 181 | 59 | 16 | 5 | 2 | 0 | 0         | 2,58   |

| Пол    | Укупно | Неожењен/Неудата | Ожењен/Удата | Удовац/Удовица | Разведен/Разведена | Непознато |
| ------ | ------ | ---------------- | ------------ | -------------- | ------------------ | --------- |
| Мушки  | 1.012  | 275              | 645          | 47             | 42                 | 3         |
| Женски | 1.119  | 138              | 656          | 260            | 64                 | 1         |
| УКУПНО | 2.131  | 413              | 1.301        | 307            | 106                | 4         |

| Пол    | Укупно                    | Пољопривреда, лов и шумарство | Рибарство                            | Вађење руде и камена | Прерађивачка индустрија       |
| ------ | ------------------------- | ----------------------------- | ------------------------------------ | -------------------- | ----------------------------- |
| Мушки  | 558                       | 287                           | 0                                    | 0                    | 128                           |
| Женски | 329                       | 139                           | 0                                    | 0                    | 68                            |
| УКУПНО | 887                       | 426                           | 0                                    | 0                    | 196                           |
| Пол    | Производња и снабдевање   | Грађевинарство                | Трговина                             | Хотели и ресторани   | Саобраћај, складиштење и везе |
| Мушки  | 1                         | 27                            | 42                                   | 8                    | 11                            |
| Женски | 1                         | 4                             | 33                                   | 4                    | 9                             |
| УКУПНО | 2                         | 31                            | 75                                   | 12                   | 20                            |
| Пол    | Финансијско посредовање   | Некретнине                    | Државна управа и одбрана             | Образовање           | Здравствени и социјални рад   |
| Мушки  | 1                         | 6                             | 14                                   | 11                   | 14                            |
| Женски | 4                         | 4                             | 7                                    | 21                   | 24                            |
| УКУПНО | 5                         | 10                            | 21                                   | 32                   | 38                            |
| Пол    | Остале услужне активности | Приватна домаћинства          | Екстериторијалне организације и тела | Непознато            | Непознато                     |
| Мушки  | 8                         | 0                             | 0                                    | 0                    | 0                             |
| Женски | 7                         | 4                             | 0                                    | 0                    | 0                             |
| УКУПНО | 15                        | 4                             | 0                                    | 0                    | 0                             |

## Галерија
- Учесници позоришне представе Strašidlo, Бајша, 1923. година
- Учесници позоришне представе Rozmarín, Бајша, 1934. година